# Megachile lucidiventris
Megachile lucidiventris är en biart som beskrevs av Smith 1853. Megachile lucidiventris ingår i släktet tapetserarbin, och familjen buksamlarbin. Inga underarter finns listade i Catalogue of Life.